# Holijaci
Holijaci (cyr. Холијаци) – wieś w Bośni i Hercegowinie, w Republice Serbskiej, w gminie Višegrad. W 2013 roku liczyła 33 mieszkańców.